# Dominicanische Fußballnationalmannschaft
Die dominicanische Fußballnationalmannschaft ist die Auswahlmannschaft des dominicanischen Fußballverbands und vertritt Dominica auf internationaler Ebene. Sie zählt zu den schwächsten Teams des Kontinentalverbandes CONCACAF. Bislang gelang weder die Qualifikation für eine Fußball-Weltmeisterschaft noch für den kontinentalen CONCACAF Gold Cup. Auch beim regionalen Caribbean Nations Cup überstand die Mannschaft bislang nie die erste Runde.

## Turniere

### Weltmeisterschaft
- 1930 bis 1994 – nicht teilgenommen
- 1998 – In der Qualifikation zur WM 1998 in Frankreich traf man in der Karibikzone 4 der Vorrunde erst auf Antigua und Barbuda und konnte sich mit 3:3 und 3:1 durchsetzen. Danach traf man auf Barbados und schied nach zwei 0:1-Niederlagen aus.
- 2002 – In der Qualifikation zur WM 2002 in Japan und Südkorea wurde man in der Karibikzone 3 der 1. Runde gegen Haiti gelost und schied mit 0:4 und 1:3 aus. Trainer in dieser Zeit war Deutsche Helmut Kosmehl, der jedoch kurz danach wieder abgesetzt wurde.
- 2006 – In der Qualifikation zur WM 2006 in Deutschland traf man in der 1. Runde auf die Bahamas. Man konnte sich mit 1:1 und 3:1 durchsetzen und für die 2. Runde qualifizieren. Dort traf man auf Mexiko und schied deutlich mit 0:10 und 0:8 aus.
- 2010 – Im Rahmen der Qualifikation zur Fußball-Weltmeisterschaft 2010 in Südafrika traf das Team in der ersten Runde der CONCACAF-Zone auf die Nationalmannschaft aus Barbados. Das Hinspiel in Roseau (Dominica) am 6. Februar 2008 endete 1:1, das Rückspiel 0:1. Damit war Dominica ausgeschieden.
- 2014 – In der Qualifikation zur WM 2014 in Brasilien traf man in der 2. Runde in der Gruppe C auf Panama und Nicaragua. Nach 4 Niederlagen schied man mit 0 Punkten als Gruppenletzter aus.
- 2018 – In der Qualifikation zur WM 2018 in Russland traf die Mannschaft in der 1. Runde im März 2015 auf die Britischen Jungferninseln und konnte sich mit 3:2 und 0:0 für die 2. Runde qualifizieren. In dieser trat man gegen Kanada an und schied mit 0:2 und 0:4 aus.
- 2022 –  In der Qualifikation traf die Mannschaft in der ersten Runde auf Panama, Dominikanische Republik, Barbados sowie auf Anguilla. Nach einem Sieg und zwei Niederlagen hatte die Mannschaft schon vor dem letzten Spiel, das remis endete, keine Chance mehr sich für die zweite Runde zu qualifizieren.
- 2026 – In der Qualifikation zur WM 2026 in Kanada, Mexiko und den USA traf die Mannschaft in der zweiten Runde im Juni 2024 und Juni 2025 auf Jamaika, Guatemala, die Dominikanische Republik und auf die Fußballnationalmannschaft der Britischen Jungferninseln. Nach einem Sieg und drei Niederlagen wurde als Gruppenvierter die dritte Runde verpasst.

### CONCACAF Gold Cup
- 1991 – nicht teilgenommen
- 1993 bis 2002 – nicht qualifiziert
- 2003 – zurückgezogen
- 2005 bis 2025 – nicht qualifiziert

### Karibikmeisterschaft
- 1989 bis 1990 – nicht qualifiziert
- 1991 – nicht teilgenommen
- 1992 bis 1993 – nicht qualifiziert
- 1994 – Vorrunde
- 1995 bis 1997 – nicht qualifiziert
- 1998 – Vorrunde
- 1999 bis 2017 – nicht qualifiziert

## Trainer
- Clifford Celaire (1996–1997)
- Helmut Kosmehl (1999–2004)
- Don Leogal (2004–2005)
- Clifford Celaire (2005–2006)
- Christopher Erickson (2008)
- Kirt Hector (2010–2013)
- Ronnie Gustarve (2013–2014)
- Shane Marshall (2014–2016)
- Rajesh Latchoo (2017–2022)
- Ellington Sabin (seit 2022)